# Bombardier Learjet 500 2005
Bombardier Learjet 500 2005 var ett race som var den sjätte deltävlingen i IndyCar Series 2005. Racet kördes den 11 juni på Texas Motor Speedway, och innebar karriärens andra IndyCar-seger för Tomas Scheckter. Han höll tvåan Sam Hornish Jr. bakom sig med endast 0,053 sekunder. Mästerskapsledande Dan Wheldon slutade sexa.

## Slutresultat
| Plats | Förare             | Team                     | Grid | Kvaltid |
| ----- | ------------------ | ------------------------ | ---- | ------- |
| 1     | Tomas Scheckter    | Panther Racing           | 1    | 24,494  |
| 2     | Sam Hornish Jr.    | Marlboro Team Penske     | 4    | 24,701  |
| 3     | Tony Kanaan        | Andretti Green Racing    | 13   | 24,843  |
| 4     | Scott Sharp        | Fernández Racing         | 16   | 24,972  |
| 5     | Hélio Castroneves  | Marlboro Team Penske     | 10   | 24,742  |
| 6     | Dan Wheldon        | Andretti Green Racing    | 8    | 24,740  |
| 7     | Kosuke Matsuura    | Fernández Racing         | 14   | 24,858  |
| 8     | Dario Franchitti   | Andretti Green Racing    | 6    | 24,703  |
| 9     | Vitor Meira        | Rahal Letterman Racing   | 5    | 24,702  |
| 10    | Bryan Herta        | Andretti Green Racing    | 11   | 24,792  |
| 11    | Scott Dixon        | Chip Ganassi Racing      | 15   | 24,887  |
| 12    | Ryan Briscoe       | Chip Ganassi Racing      | 12   | 24,805  |
| 13    | Danica Patrick     | Andretti Green Racing    | 3    | 24,630  |
| 14    | Alex Barron        | Cheever Racing           | 20   | 25,174  |
| 15    | Roger Yasukawa     | Dreyer & Reinbold Racing | 18   | 25,092  |
| 16    | Patrick Carpentier | Cheever Racing           | 21   | 25,250  |
| 17    | Darren Manning     | Chip Ganassi Racing      | 9    | 24,741  |
| 18    | A.J. Foyt IV       | A.J. Foyt Enterprises    | 22   | -       |
| 19    | Tomáš Enge         | Panther Racing           | 2    | 24,607  |
| 20    | Ed Carpenter       | Vision Racing            | 19   | 25,152  |
| 21    | Buddy Rice         | Rahal Letterman Racing   | 7    | 24,731  |
| 22    | Jimmy Kite         | Hemelgarn Racing         | 17   | 25,075  |